# Laevicephalus longus
Laevicephalus longus är en insektsart som beskrevs av Knull 1954. Laevicephalus longus ingår i släktet Laevicephalus och familjen dvärgstritar. Inga underarter finns listade i Catalogue of Life.